# Cratere Ovid
Ovid  è un cratere sulla superficie di Mercurio.